# Frederic Lawrence
Frederic Lawrence (Londres, 25 de maig de 1884 - ?) fou un compositor anglès. Estudià música privadament amb Holbrooke, completant els seus coneixements durant una llarga permanència per Alemanya, França i Àustria. Va escriure quasi exclusivament obres per a orquestra i de cambra. Molt avançat de tècnica, sobretot en la seva harmonització i orquestració, destaquen entre elles els poemes simfònics: The Dance of the Witch Girl, A Miracle, Enchantment, Fire Earth, Milandor i The Passionate Quest. De les seves obres de cambra destaca un sextet per a instruments d'arc; un trio per a violí i violoncel i una sonata per a violí i piano.